# Norsk Tindeklub

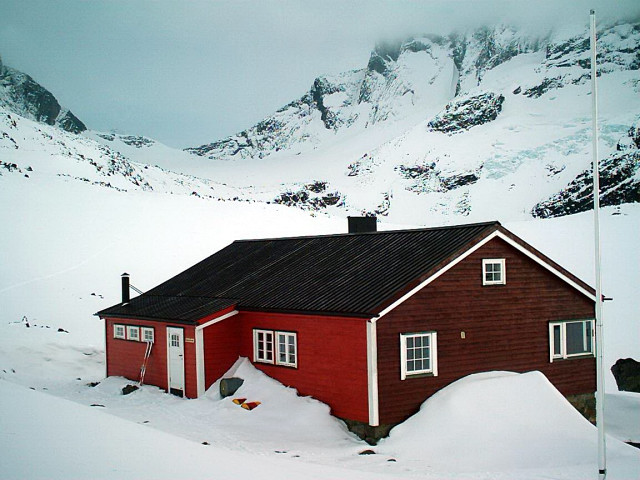
Cabana de Norsk Tindeclub em Skagadalen, Hurrungane

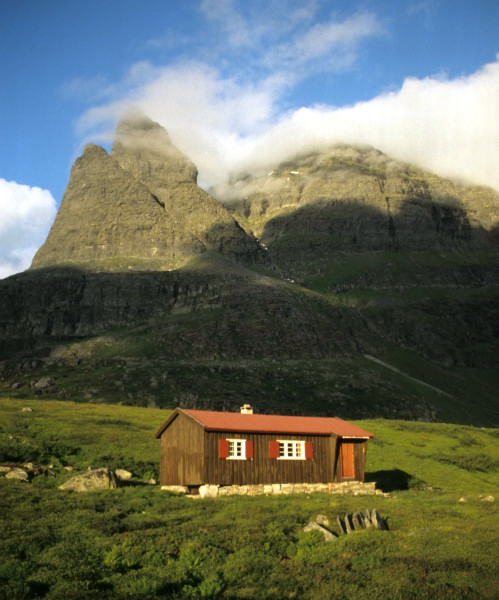
Giklingdalshytta ao lado da montanha Innerdalstårnet.

Norsk Tindeklub é uma associação norueguesa de montanhismo criada em 1908 por Ferdinand Schjelderup e Carl Wilhelm Rubenson. Era então o terceiro clube desse tipo internacionalmente e o único da Noruega até Tindegruppa, do NTNUI, ser criado em 1959. O clube foi um importante contribuinte de várias expedições. Atua também no serviço de preservação geográfica e foi um dos fundadores do Museu Norueguês de Montanhismo. O clube possui três cabanas: Skagadalen (Hurrungane), Vengedalen (Romsdalen) e Flatvaddalen (Innerdalen), e publicou oito livros da série Norsk Fjellsport sobre montanhismo norueguês: 1914, 1933, 1948, 1958, 1968, 1983, 1998 e 2008 (edição de aniversário), além de vários topoguias.